# Difenoconazol
Difenoconazol ist ein Gemisch mehrerer isomerer chemischer Verbindungen aus der Gruppe der Triazole und Conazole. Es wird als Fungizid verwendet.

## Eigenschaften
Difenoconazol ist ein weißer geruchloser Feststoff, der praktisch unlöslich in Wasser ist. Das technische Produkt ist gelblich mit einem schwach süßlichen Geruch. Die Verbindung ist stabil gegenüber Photolyse und Hydrolyse bei pH-Werten von 5, 7 und 9. 

## Stereoisomere
Durch die zwei Stereozentren am Acetal-Fünfring bildet Difenoconazol ein cis-trans-Paar von racemischen Diastereomeren, das Gemisch besteht also aus vier Stereoisomeren die (R,R)-, (S,S)-, (R,S)- und die (S,R)-Form. Das Verhältnis der Diastereomere nach der Herstellung liegt bei ungefähr 60 % der cis-Isomere [(R,S)- und (S,R)-Form] und bei etwa bei 40 % der trans-Isomere [(R,R)- und (S,S)-Form].
| Difenoconazol (4 Stereoisomere) | Difenoconazol (4 Stereoisomere) |
| ------------------------------- | ------------------------------- |
| (R,R)-Konfiguration             | (S,S)-Konfiguration             |
| (S,R)-Konfiguration             | (R,S)-Konfiguration             |

## Gewinnung und Darstellung
Difenoconazol kann durch Veretherung von 2,4-Dichloracetophenon mit 4-Chlorphenol, anschließender Bromierung des Zwischenproduktes mit elementaren Brom und anschließende Acetalisierung mit 1,2-Propandiol und nuclophiler Substitution mit 1,2,4-Triazol gewonnen werden.

## Verwendung
Difenoconazol ist ein systemisches Triazol-Fungizid, das bei einer Reihe von Pflanzenkrankheiten an Obst, Gemüse und Zierpflanzen, z. B. durch Ascomyceten, Basidiomyceten und Deuteromyceten, eingesetzt wird. Es beeinflusst die Ergosterinbiosynthese in den Pilzen durch Hemmung der C-14-Demethylierung von Sterinen, was zu morphologischen und funktionellen Veränderungen der Pilzzellmembran führt. Die Verbindung wurde 1989 auf den Markt gebracht. Die Anwendung im Erdbeeranbau kann zu einem Verlust an Aroma und Geschmack der Früchte führen.

## Rechtslage
In der Europäischen Union wurde die Substanz mit der Richtlinie 2008/69/EG in den Anhang I der Richtlinie 91/414/EWG über das Inverkehrbringen von Pflanzenschutzmitteln aufgenommen.
In Deutschland, Österreich und der Schweiz sind Pflanzenschutzmittel mit diesem Wirkstoff zugelassen.
In der Schweiz gilt u. a. für Basilikum und Petersilie ein relativ hoher Rückstandshöchstgehalt von 10 Milligramm Difenoconazol pro Kilogramm.